# Het Loo

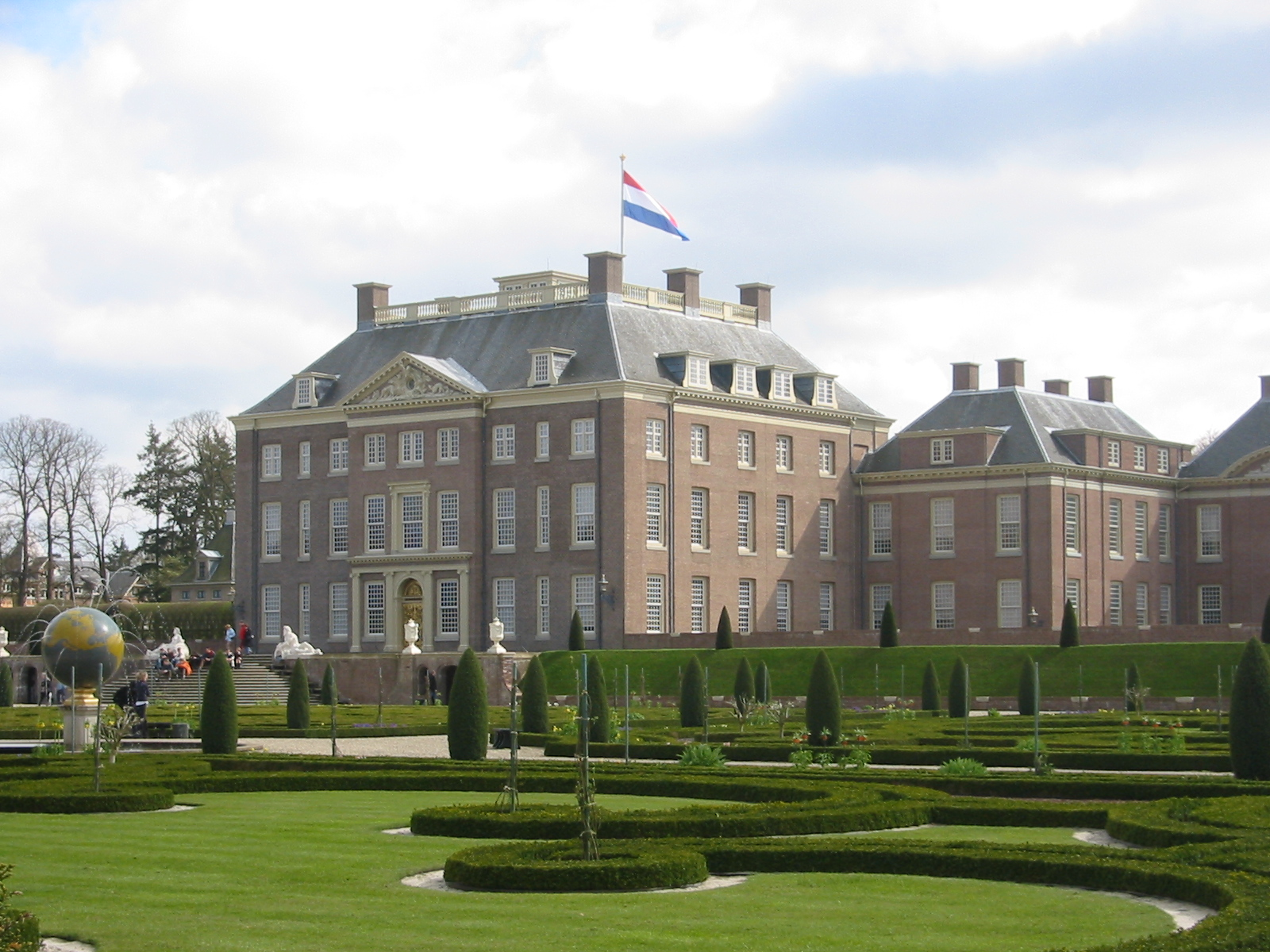
Pałac Het Loo

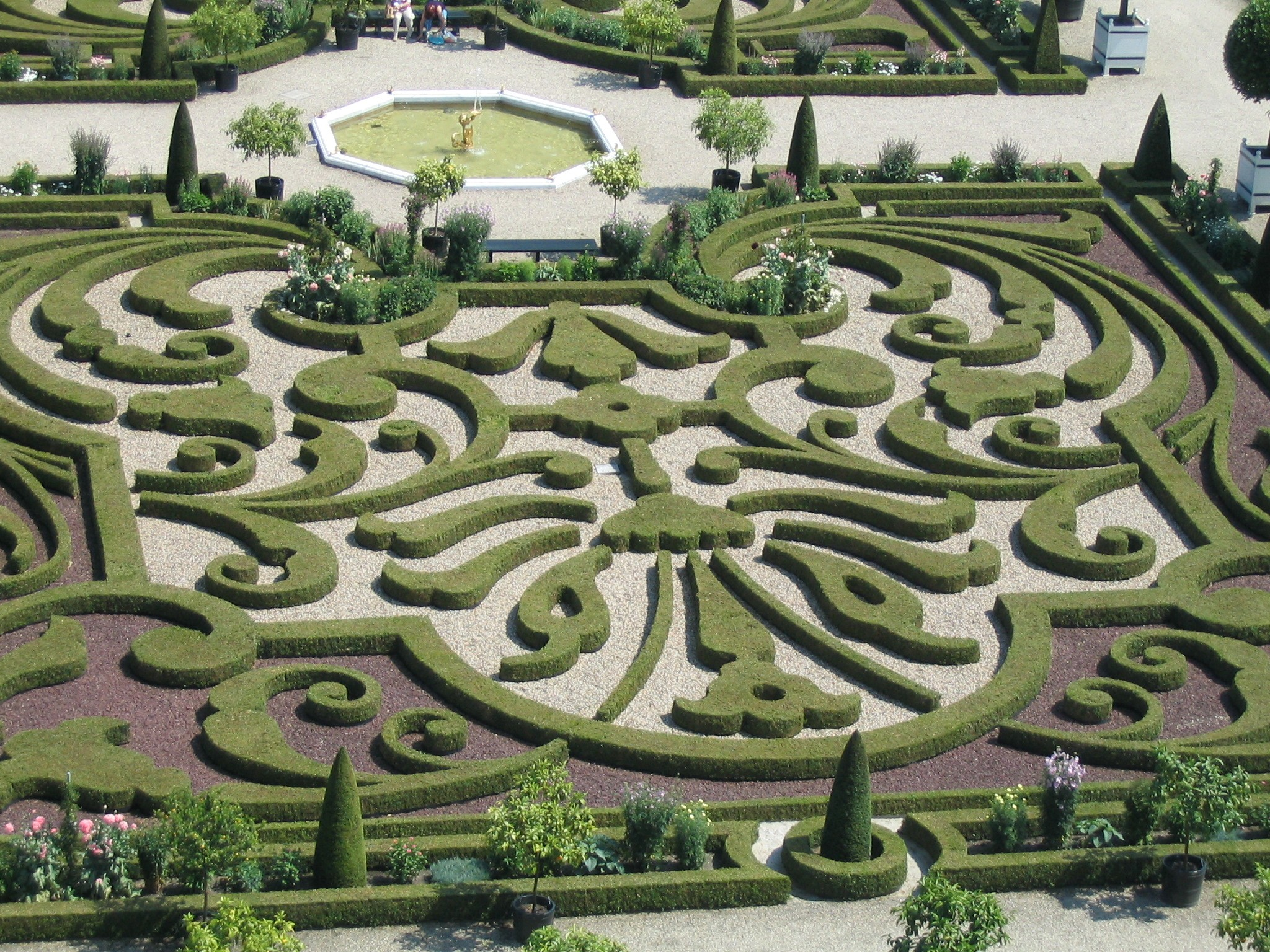
Ogród wokół pałacu Het Loo

Het Loo – dawny pałac królewski, położony na północ od Apeldoorn w Holandii, znany dzięki barokowym ogrodom.
Barokowy pałac został zbudowany w latach 1685–1692 przez architektów Jacoba Romana oraz Daniela Marota. Służył niderlandzkiemu stadhouderowi Wilhelmowi III, późniejszemu królowi Anglii. Do 1975 był używany przez holenderską rodzinę królewską jako letnia rezydencja. Był wzorem dla innych budowli tego typu, np. pałacu Nordkirchen w Westfalii. Obecnie w pałacu znajduje się muzeum domu królewskiego.